# 维特里莱兰斯
维特里莱兰斯（法語：Witry-lès-Reims，法語發音：[vitʁi lɛ ʁɛ̃s]，意为“兰斯附近的维特里”）是法国马恩省的一个市镇，位于该省西北部，兰斯市区北部，属于兰斯区和大兰斯都市圈。

## 地理
维特里莱兰斯（49°17'35"N, 4°7'15"E）面积16.49 平方千米，位于法国大東部大區马恩省，该省份为法国东北部内陆省份，北起阿登省，西北接埃纳省，西南接塞纳-马恩省，南至奥布省，东南接上马恩省，东临默兹省。
与维特里莱兰斯接壤的市镇（或旧市镇、城区）包括：贝吕、贝特尼、科雷勒、塞尔奈莱兰斯、波马克勒、兰斯、勃艮第-弗雷讷。
维特里莱兰斯的时区为UTC+01:00、UTC+02:00（夏令时）。

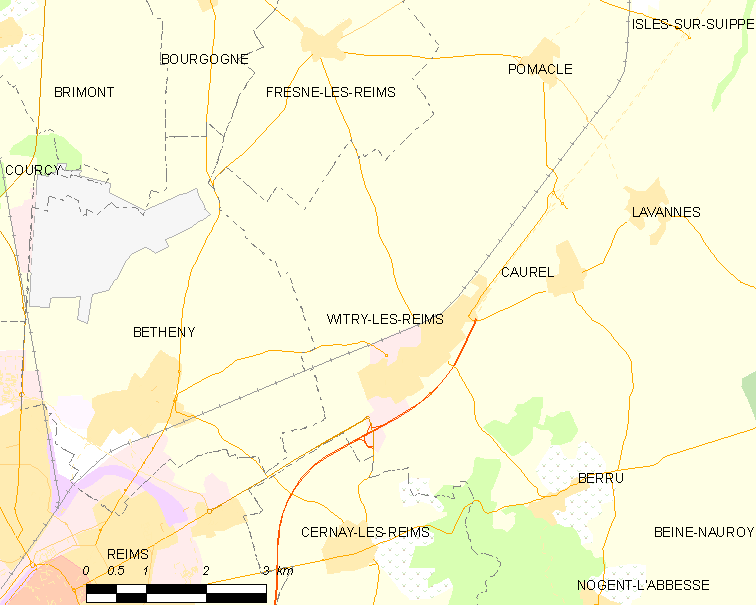
维特里莱兰斯的OSM定位图

## 行政
维特里莱兰斯的邮政编码为51420，INSEE市镇编码为51662。

## 政治
维特里莱兰斯所属的省级选区为勃艮第-弗雷讷县。

## 人口

1962-2008年间维特里莱兰斯人口变化图示

维特里莱兰斯于2022年1月1日时的人口数量为4958人。